# 론 앳킨슨
로널드 프레더릭 "론" 앳킨슨 (Ronald Frederick "Ron" Atkinson, 1939년 3월 18일 ~ )은 빅 론 (Big Ron)이라는 별명으로 잘 알려져 있는 잉글랜드의 전 축구 선수, 축구 감독이다. 그는 선수 시절 옥스퍼드 유나이티드 FC에서 활약하였고, 1980~90년대에는 웨스트브로미치 앨비언 FC, 맨체스터 유나이티드 FC, 애스턴 빌라 FC 등 많은 클럽의 감독을 역임하였다. 노팅엄 포리스트 FC의 감독생활 후에 감독직 역시 은퇴하였으며, 그 후 축구 전문가 등으로 많은 활동을 하였다.

## 수상

### 감독

#### 클럽
맨체스터 유나이티드
- FA 컵 (2): 1982–83, 1984–85
- FA 채리티 실드 (1): 1983

셰필드 웬즈데이
- 풋볼 리그 컵 (1): 1990–91

애스턴 빌라
- 풋볼 리그 컵 (1): 1993–94